# Wilhelm Jesse
Wilhelm Jesse (* 3. Juli 1887 in Grabow; † 11. Januar 1971 in Braunschweig) war ein deutscher Historiker, Numismatiker, Volkskundler und Archivar. Er war von 1932 bis 1952 Direktor des Städtischen Museums Braunschweig.

## Leben
Wilhelm Jesse studierte Geschichte, Philologie und Philosophie an den Universitäten München, Kiel und Berlin. In München schloss er sich der Turnerschaft Ghibellinia an. Er wurde 1911 bei dem Historiker Max Lenz in Berlin promoviert und begann anschließend bis 1914 ein Volontariat am Großherzoglichen Geheimen Hauptarchiv in Schwerin. Während seiner Zeit in Schwerin schrieb Jesse das zweibändige Werk Die Geschichte der Stadt Schwerin. Nach Teilnahme am Ersten Weltkrieg und Kriegsgefangenschaft war er von 1919 bis 1926 wissenschaftlicher Mitarbeiter am Museum für Hamburgische Geschichte. Im Jahre 1926 habilitierte er sich in Geschichtswissenschaft an der Universität Hamburg.
Jesse ging 1926 nach Braunschweig, wo er am 1. Oktober eine Stelle als Direktorialassistent am Städtischen Museum antrat. Die Museumsleitung übernahm er 1932 als Nachfolger Franz Fuhses. Im Jahre 1933 wurde er an der TH Braunschweig außerplanmäßiger Professor für Deutsche Volkskunde und Kulturgeschichte. 1940 wurde er zum korrespondierenden Mitglied der Göttinger Akademie der Wissenschaften gewählt. An der Universität Göttingen besaß er von 1942 bis 1963 einen Lehrauftrag für Münz- und Geldgeschichte. Sein Nachfolger als Direktor des Städtischen Museums wurde 1953 Bert Bilzer. Er war Mitglied der Numismatischen Kommission der Länder in der Bundesrepublik Deutschland.
Der renommierte Historiker und international anerkannte Numismatiker war Leiter der Niedersächsischen Münzforschungsstätte. Er war Mitinitiator der 1943 gegründeten Braunschweigischen Wissenschaftlichen Gesellschaft.

## Schriften (Auswahl)
- Mecklenburg und der Prager Friede 1635.  In: Jahrbücher des Vereins für mecklenburgische Geschichte und Altertumskunde. Bd. 76, 1911, S. 161–182 (= Dissertation Berlin 1911). Alternativpräsentation Dokumentenserver Landesbibliothek Mecklenburg-Vorpommern Günther Uecker
- Quellenbuch zur Münz- und Geldgeschichte des Mittelalters. Riechmann, Halle (Saale) 1924, (Neudrucke: Scientia, Aalen 1968 und ebenda 1983, ISBN 3-511-00266-4).
- Der wendische Münzverein (= Quellen und Darstellungen zur hansischen Geschichte. Neue Folge 6, ZDB-ID 503427-9). Verein für Hansische Geschichte, Lübeck 1928, (Unveränderter fotomechanischer Nachdruck mit Nachträgen und Verbesserungen: Klinkhardt & Biermann, Braunschweig 1967).
- mit Richard Gaettens (Hrsg.): Handbuch der Münzkunde von Mittel- und Nordeuropa Band 1, Lieferung 1 und 2. Akademische Verlagsgesellschaft, Leipzig / Riechmann, Halle 1939/40 (mehr nicht erschienen).
- Die Inschriften der Stadt Braunschweig bis zum Jahre 1650. In: Abhandlungen der Braunschweigischen Wissenschaftlichen Gesellschaft. Band 1, 1949, ISSN 0068-0737, S. 137–144.
- Die letzten Münzprägungen der Stadt Braunschweig. In: Hans Goetting (Hrsg.): Braunschweigisches Jahrbuch. Band 33. Waisenhaus-Buchdruckerei, Braunschweig 1952, S. 102–117.
- Münz- und Geldgeschichte Niedersachsens (= Werkstücke aus Museum, Archiv und Bibliothek der Stadt Braunschweig. 15, ISSN 0175-3371). Waisenhaus-Buchdruckerei, Braunschweig 1952, (mit Porträtfoto und Widmung an Wilhelm Jesse zum 65. Geburtstag).
- Der zweite Brakteatenfund von Mödesse und die Kunst der Brakteaten zur Zeit Heinrichs des Löwen (= Braunschweiger Werkstücke. 21, ZDB-ID 121118-3). Waisenhaus-Buchdruckerei und Verlag, Braunschweig 1957 (= Braunschweiger Werkstücke. Band 21; mit Verzeichnis der Schriften von Wilhelm Jesse bis 1957).
- Die Münzen der Stadt Braunschweig von 1499 bis 1680 (= Braunschweiger Werkstücke. 27). Auf Grund des Manuskripts von Heinrich Buck. Waisenhaus-Buchdruckerei und Verlag, Braunschweig 1962.